# Тюніна Галина Борисівна
Тюніна Галина Борисівна (13 жовтня 1967, м. Великий Камінь, Приморський край, РРФСР) — радянська і російська актриса театру і кіно. Лауреат Державної премії РФ в області літератури і мистецтва (2001). Заслужена артистка Росії (2004).

Провідна актриса Московського театру «Майстерня Петра Фоменка».

## Життєпис
Народилась 1967 р. в м. Великий Камінь. У шкільному віці грала в театральній студії.
У 1986 році закінчила Саратовське театральне училище (курс В. О. Єрмакової). Однокурсниця Євгена Миронова.
Після закінчення навчання два з половиною роки працювала в Саратовському драматичному театрі ім. Карла Маркса (нині — ім. І. А. Слонова) під керівництвом А. І. Дзекуна.
У 1988—1993 рр. навчалася на акторському факультеті ГІТІСу (курс Петра Фоменка).
З 1993 року — актриса Московського театру «Майстерня Петра Фоменка», створеному на базі студентського курсу.
Популярність в кіно актрисі принесли головні ролі в картинах режисера Олексія Учителя «Манія Жизелі» (1995, Ольга Спесивцева; картина отримала Головний приз на кінофестивалі російського кіно в Онфлері (Франція, 1997), а також Призи на міжнародних кінофестивалях: MISTFEST, Каттоліка (Італія), в Монреалі, Каїрі, Каннах та Москві) і «Щоденник його дружини» (2000, Віра Буніна; картина отримала кінопремію «Ніка» в номінації «Найкращий ігровий фільм» за 2000 рік). Ці роботи актриси відзначені російськими кінопреміями.
Знімається в фільмах і серіалах провідних кінорежисерів: М. Козакова, Е. Рязанова, Г. Панфілова, К. Серебренникова, Т. Бекмамбетова та ін.
Лауреат ряду російських театральних і кінопремій.

## Фестивалі та премії

### Нагороди за ролі в кіно
- 1995 — КФ «Нове кіно Росії» в Єкатеринбурзі: Приз за найкращу жіночу роль (1995 «Манія Жизелі»)
- 1995 — Приз кінопреси: За акторський дебют року (1995 «Манія Жизелі»)
- 1996 — Премія найкращій актрисі кіно «Обличчя року-96» (1995 «Манія Жизелі»)
- 1996 — Премія «Зелене яблуко — золотий листок»: За найкращу жіночу роль (1995 «Манія Жизелі»)[4]
- 2001 — Російський кінофестиваль «Література і кіно» в Гатчині: Приз за найкращу жіночу роль (2000 «Щоденник його дружини»)[5]

### Нагороди за ролі в театрі
- 1996 — Премія газети «Комсомольская правда» найкращій актрисі року (в 1995 і 1996 рр.)
- 1996 — Премія найкращій молодій актрисі театрального фестивалю «Контакт-96» в Польщі (1996 «Таня-Таня»)
- 2000 — Лауреат молодіжного заохочувального гранту премії «Тріумф»
- 2001 — Національна театральна премія «Золота маска» в номінації «Драма: найкраща жіноча роль» (2001 «Війна і мир. Початок роману»)
- 2001 — Премія Фонду Олега Табакова «За набуття майстерності» (2001 «Війна і мир. Початок роману»)
- 2002 — Державна премія Росії в області літератури і мистецтва за 2001 рік (2001 «Війна і мир. Початок роману»)
- 2004 — Лауреат Премії ім. К. С. Станіславського: За створення ролей в спектаклях останніх років
- 2005 — Театральна премія «Кришталева Турандот»: Найкраща жіноча роль (Ольга, «Три сестри», театр «Майстерня Петра Фоменка»)[6]
- 2010 — Глядацька премія «ЖЖивий театр» в номінації «Найкраща актриса» (за ролі у виставі «Триптих») та ін.

## Ролі в театрі

### Московський театр «Майстерня Петра Фоменка»
(в алфавітному порядку, (рос.))
- «Балаганчик» А. Блок — Незнакомка, Пятый мистик, Эхо
- «Безумная из Шайо» Жан Жироду — Орели
- «Варвары» Максим Горький — Монахова (в 1999 р. номінувалася на премію «Чайка-2000»)
- «Владимир III степени» Н. В. Гоголь — Губомазова, Катерина Александровна, 3-я девушка, Женщина утонувшая в Неве от любви к Собачкину
- «Война и мир. Начало романа» Л. Н. Толстой — Анна Павловна Шерер, Княжна Марья Болконская, Графиня Наталья Ростова
- «Волки и овцы» О. М. Островский — Глафира
- «Двенадцатая ночь» Уильям Шекспир — Оливия
- «Как важно быть серьёзным» Оскар Уайльд — Мисс Призм
- «Месяц в деревне» И. С. Тургенев — Наталья Петровна (в 1997 р. номінувалася на премію «Кумир» в номінації «Майбутній кумир»)
- «Носорог» Ежен Йонеско — Домашняя хозяйка, Мадам Беф, Жена Жана II
- «Отравленная туника» Н. А. Гумилёв — Феодора
- «Приключение» Марина Цветаева — Анри-Генриэтта
- «Семейное счастие» Л. Н. Толстой — Леди Сазерленд, Катерина Карловна
- «Сон в летнюю ночь» Уильям Шекспир — Ипполита, Титания
- «Танцы на праздник урожая» Брайан Фрил — Кейт
- «Таня-Таня» Ольга Мухина — Зина
- «Театральный роман (Записки покойника)» Михаил Булгаков — Торопецкая
- «Три сестры» А. П. Чехов — Ольга
- «Триптих» Александр Пушкин — Наталья Павловна, Дона Анна, Гретхен
- «Чичиков. Мертвые души, том второй» Н. В. Гоголь — Ханасарова, Сочинитель
- «Шум и ярость» Уильям Фолкнер — Кэролайн Компсон, Прачка-негритянка

## Фільмографія

### Акторські роботи
- «Повісті Бєлкіна. Трунар» (1990, фільм-спектакль)
- «Не стріляйте в пасажира!» (1993, епізод)
- «Манія Жизелі» (1995, Ольга Спесивцева, балерина; реж. О. Учитель)
- «Директорія смерті» (1999, т/с, новела 7; Мадам)
- «Щоденник його дружини» (2000, Віра Буніна; реж. О. Учитель)
- «Таня-Таня» (2001, фільм-спектакль)
- «Щоденник вбивці» (2002, т/с, реж. К. Серебренников; Аня)
- «Гра в модерн» (2002, Юлія Крузевич)
- «Вовки і вівці» (2003, фільм-спектакль)
- «Щит Мінерви» (2003, Маша)
- «Прогулянка» (2003, працівниця екскурсійного бюро/ доглядачка Ісаакіївського собору; реж. О. Учитель)
- «Нічна Варта‎» (2004, Ольга; реж. Т. Бекмамбетов)
- «Мідна бабуся» (2004, фільм-спектакль, реж. М. Козаков; Дар'я Фікельмон)
- «Денна Варта» (2005, Ольга; реж. Т. Бекмамбетов)
- «Андерсен. Життя без любові» (2006, Карен, сестра Андерсена; реж. Е. Рязанов)
- «Чарівність зла» (2006, т/с, реж. М. Козаков; Марина Цвєтаєва)
- «У колі першому» (2006, т/с, реж. Г. Панфілов; Надя, дружина Нержина)
- «20 сигарет» (2007, «королева йогуртів»)
- «Ранок» (2009, Єва)
- «Триптих» (2012, фільм-спектакль; Наталія Павлівна/Донна Анна/Гретхен)
- «Дар» (2013, Амалія)
- «Заздрість» (2014, короткометражний)
- «Сон в літню ніч» (2015, фільм-спектакль; Іпполіта/Тітанія)
- «Матильда» (2017, Марія Павлівна, дружина князя Володимира; реж. О. Учитель)

### Озвучування
- «Андрій Білий. Полювання на ангела або чотири любові поета і віщуна» (2002, док. фільм; 2-й фільм циклу «Легенди срібного століття»; закадровий текст)
- «Особливо небезпечний» (2008, Фокс — роль Анджеліни Джолі)
- «Снігова королева» — Снігова Королева
- «Збережи моє мовлення назавжди» (2015, документально-ігровий фільм; Анна Ахматова) та ін.